# Syngonanthus williamsii
Syngonanthus williamsii là một loài thực vật có hoa trong họ Eriocaulaceae. Loài này được (Moldenke) Hensold miêu tả khoa học đầu tiên năm 1991.